# Etna (singel)
Etna – czwarty singel polsko-niemieckiego piosenkarza Vito Bambino z jego drugiego solowego albumu studyjnego, zatytułowanego Pracownia. Singel został wydany 20 stycznia 2023.
Piosenka była nominowana do nagrody polskiego przemysłu fonograficznego Fryderyka w kategorii „utwór roku”.
Nagranie otrzymało w Polsce status platynowego singla, przekraczając liczbę 50 tysięcy sprzedanych kopii.

## Geneza utworu i historia wydania
Utwór napisali i skomponowali Mateusz Dopieralski, Franciszek Kempa oraz Amar Ziembiński i Moo Latte, którzy również odpowiadają za produkcję piosenki.
Singel ukazał się w formacie digital download 20 stycznia 2023 w Polsce za pośrednictwem wytwórni płytowej Def Jam Recordings w dystrybucji Universal Music Polska. Piosenka została umieszczona na drugim albumie studyjnym Vito Bambino – Pracownia.
W marcu 2024 singel uzyskał nominację do nagrody polskiego przemysłu fonograficznego Fryderyka w kategorii: „utwór roku”.
22 marca 2024 piosenka została zaprezentowana podczas gali Fryderyki 2024.

## Teledysk
Do utworu powstał teledysk w reżyserii Mateusza Dopieralskiego, który udostępniono w dniu premiery singla za pośrednictwem serwisu YouTube.

## Lista utworów
- Digital download[2]

1. „Etna” – 4:20

## Certyfikaty
| Kraj          | Certyfikat      | Sprzedaż |
| ------------- | --------------- | -------- |
| Polska (ZPAV) | platynowa płyta | 50 000+  |